# Perro sin pelo
El término perro pillo se utiliza para aquellos perros que por causas genéticas no presentan pelo en su cuerpo o que poseen solo alguna parte de su cuerpo con pelo. Esta singularidad, que podría haber sido muy perjudicial para la existencia del perro, sin embargo, hizo que fuera muy apreciado por culturas orientales y americanas, al evitar la molesta muda y hacer más fácil la convivencia dentro del hogar.

## Razas de perro pillo
La FCI reconoce tres razas distintas de perros sin pelo, dos las incluye en el Grupo 5, Sección 6 y otra en el Grupo 9, Sección 4.

### Grupo 5
- Xoloitzcuintle
- Perro sin pelo del Perú
- Perro calvo dorado del Ecuador

### Grupo 9
- Crestado chino

### Razas no reconocidas
- Perro pila argentino
- Terrier americano sin pelo (reconocida por el United Kennel Club)
- Khala boliviano

## Galería

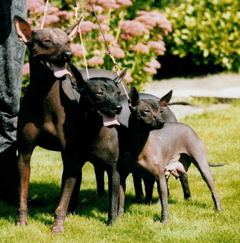
Xoloitzcuintle.
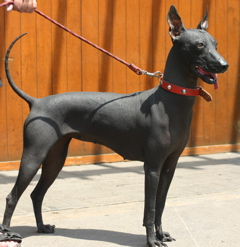
Perro sin pelo del Perú.
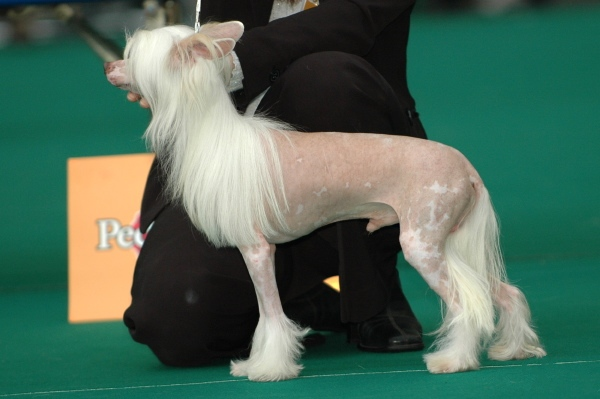
Crestado Chino.
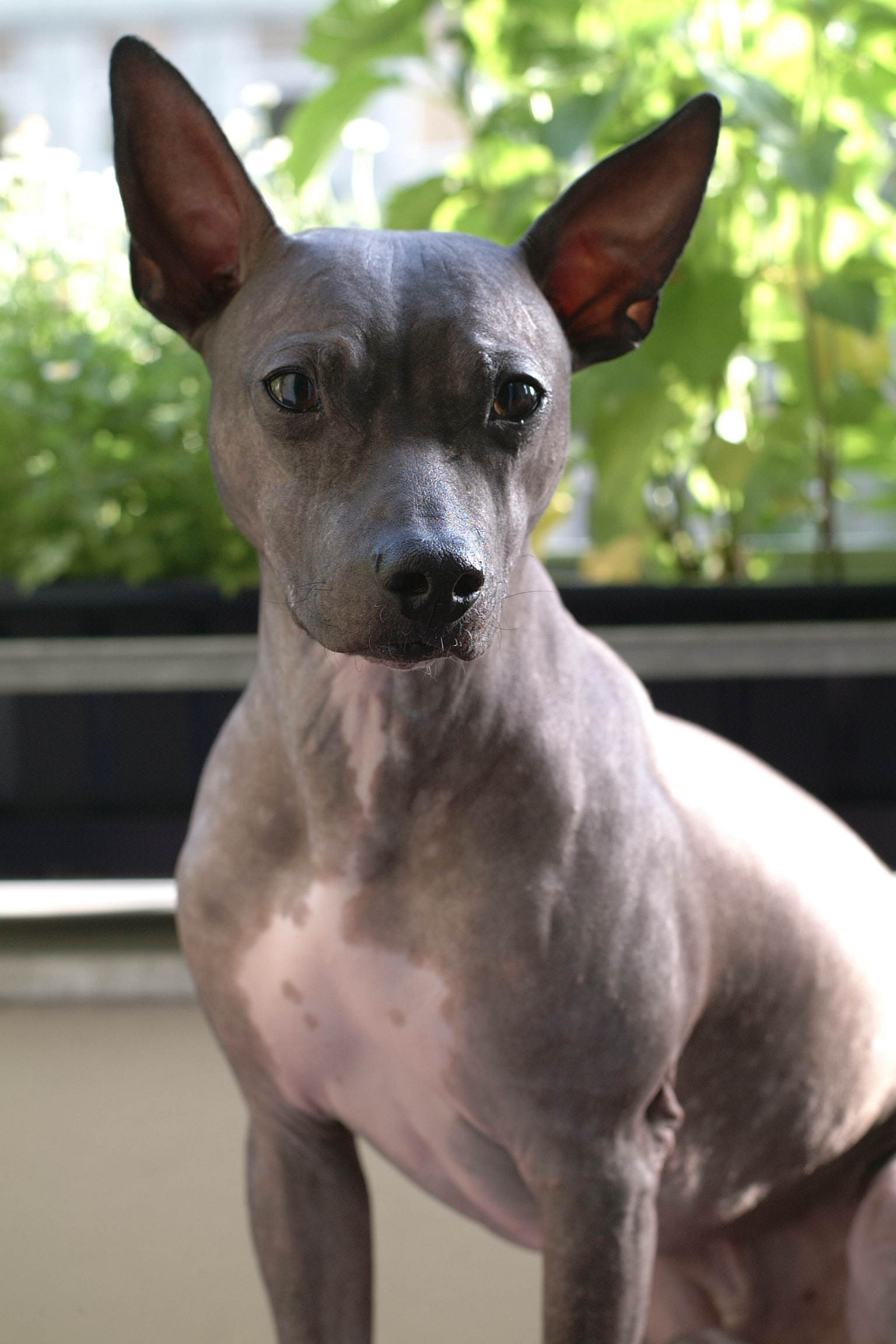
Terrier americano sin pelo.
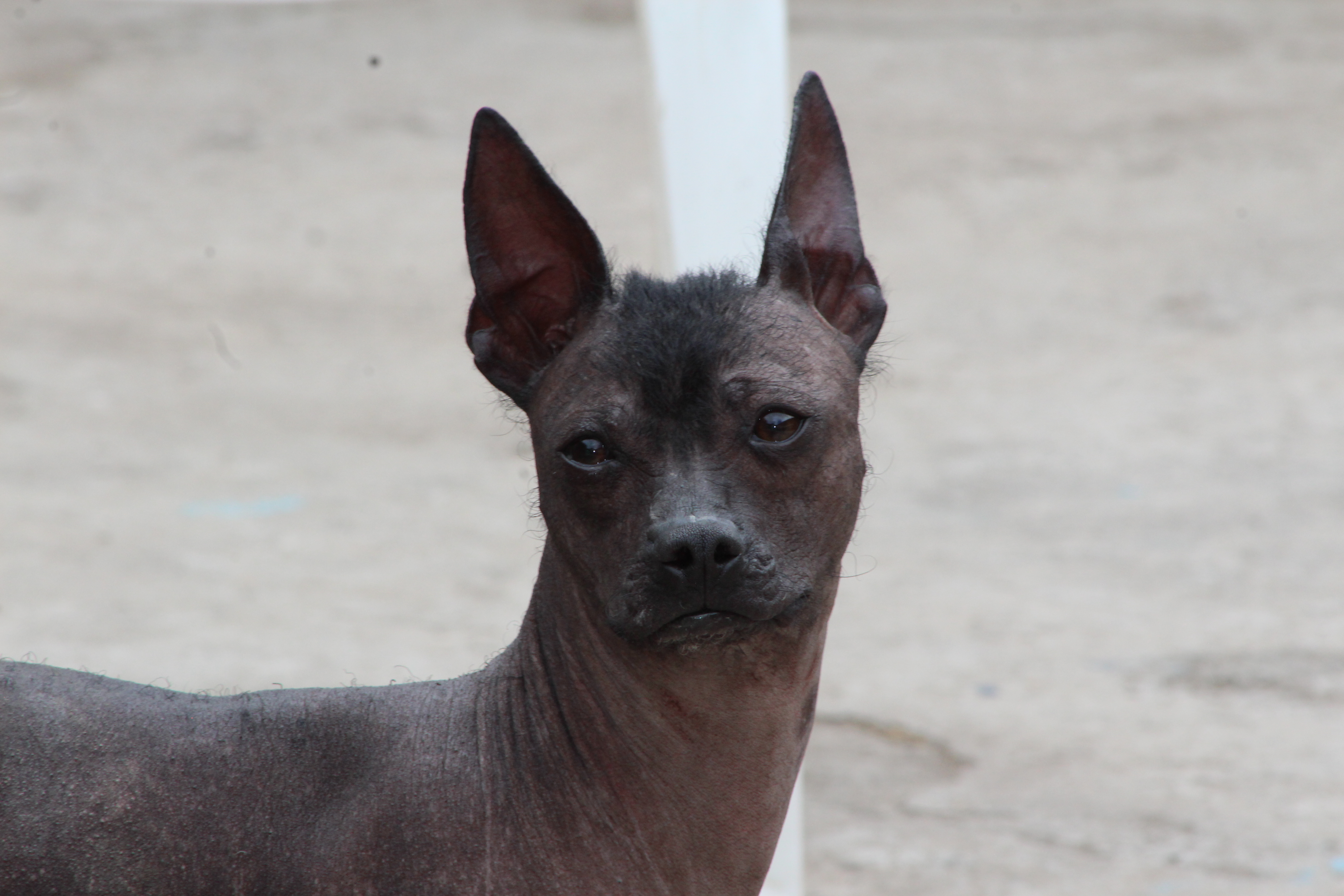
Perro Calvo Dorado Ecuatoriano.

- Datos: Q1958596